# Catherine Carr
Catherine L. „Cathy“ Carr (* 27. Mai 1954 in Albuquerque, New Mexico) ist eine ehemalige US-amerikanische Schwimmerin.
Ihren größten Erfolg im Schwimmen feierte sie bei den Olympischen Spielen 1972 in München, als sie über 100 m Brust die Favoritin Galina Prosumenschtschikowa schlagen konnte und Olympiasiegerin über diese Strecke wurde. Außerdem siegte sie mit der 4 × 100-m-Lagenstaffel der USA.
Nach ihrer Karriere als Schwimmerin wurde sie Lehrerin.
Im Jahr 1988 wurde sie in die International Swimming Hall of Fame aufgenommen.